# Curtefranca
Il Curtefranca è una DOC riservata ad alcuni vini la cui produzione è consentita nella provincia di Brescia.

## Storia
Il Curtefranca è la denominazione che dal 2008 ha preso il posto di Terre di Franciacorta. La zona di produzione è la medesima del territorio del Franciacorta DOCG così come il consorzio corrispondente è il medesimo (il quale tutela anche l'IGT Sebino). Il cambio di nome è stato stabilito dal consorzio per evitare qualsiasi confusione con il più prestigioso e famoso Franciacorta, dato che quest'ultimo designa un territorio, un metodo e un vino ben specifico.

## Tipologie
Il Curtefranca è prodotto nelle seguenti tipologie (vino fermo bianco o rosso):
- Curtefranca bianco;
- Curtefranca bianco Vigna;
- Curtefranca rosso;
- Curtefranca rosso Vigna.

Il termine Curtefranca è un marchio di proprietà del consorzio Franciacorta e ha assonanza con Corte Franca.